# Imperio
Imperio ist eine österreichische, ab Mitte der 1990er Jahre aktive Dancefloor- und Dreamdance-Formation. Das Projekt wurde von Norbert Reichart ins Leben gerufen.
Kennzeichen von Imperio ist der Monumental-Sound, der Anleihen an Monumental-Filme der 1950er und 1960er Jahre nimmt. Ferner werden immer wieder Bezüge zur römischen Antike genommen. Die Band kann in ihrer Anfangszeit noch als typischer Vertreter des Eurodance der 1990er Jahre angesehen werden. Sie entwickelte sich jedoch im Laufe der Neunziger Jahre zunehmend in die Richtung des Dance Trance-Genres weiter.

## Geschichte
Die Idee zu dem musikalischen Projekt kam dem österreichischen Produzenten Norbert Reichart während einer Reise nach Italien, welche er unmittelbar danach in die Tat umzusetzen begann.
Die Gruppe bestand zunächst aus der Sängerin Manuela Ray (alias Manuela Ferisovic), und dem Rapper Michael Harris (alias Paulo Martins). Sie wurden von der Plattenfirma EAMS unter Vertrag genommen. Bis auf wenige Ausnahmen erschienen alle Tonträger über dieses Label.
Die Titel enthalten oft lateinische Zitate oder Anspielungen. Ihre größten Hits waren Quo Vadis, Veni Vidi Vici und Nostra Culpa. Jedoch auch das darauffolgende Album Veni Vidi Vici konnte sich in den Charts platzieren. Daneben erschienen zahlreiche Promo-Videos, die sich auch optisch an das römische Reich anlehnten. Nach Erscheinen der dritten Single Nostra Culpa verließ Harris die Gruppe, um sich seiner Familie und seinem Studium zu widmen. Für ihn stieß Lawrence Madia dazu.
Danach entwickelte sich die Gruppe zunehmend weiter. Das zweite Album Return to Paradise kann schon eher dem Dreamdance zugeordnet werden. Auch die darauffolgenden Singles Cyberdream, Atlantis und Return to Paradise konnten beachtliche Charterfolge erreichen.
Nach der Veröffentlichung der letzten Single Wings of Love 1997 kam das Projekt zum Erliegen. Ursprünglich wollte die Gruppe Ende der 1990er Jahre ein Comeback starten. Die für 2001 geplante Single Voices of Eternity wurde jedoch nie offiziell veröffentlicht. 2002 kündigte die Plattenfirma EAMS eine neue Single der Gruppe in neuer Besetzung an. Kurz darauf stellte die Plattenfirma jedoch ihren Betrieb ein und es kam zu keiner weiteren Veröffentlichung mehr.
2013 erschien ein Remix des Titels Never Go Away (DMP Mix) als Singledownload über das Label 2012 104pro Media. Das Stück war zuvor auf dem letzten Album Return to Paradise erschienen.

## Diskografie

### Alben
- 1995: Veni Vidi Vici
- 1996: Return to Paradise

### Singles
- 1994: Veni Vidi Vici
- 1994: Quo Vadis
- 1995: Nostra Culpa
- 1995: Amor Infinitus
- 1996: Cyberdream
- 1996: Atlantis
- 1996: Return to Paradise
- 1997: Wings of Love
- 2001: Voices of Eternity (nur Promo, nie offiziell erschienen)
- 2013: Never Go Away (DMP Mix) (nur Download)[9]

## Musikvideos
- 1994: Veni Vidi Vici[11]
- 1994: Quo Vadis[12]
- 1995: Nostra Culpa[13]
- 1995: Amor Infinitus[14]
- 1996: Cyberdream[15]
- 1996: Atlantis (Regie Thomas Job)[16]
- 1996: Return to Paradise (Regie: Thomas Job)[17]
- 1997: Wings of Love[18]